# Marta Lewicka
Marta Lewicka (ur. 23 listopada 1972) – polsko-amerykańska profesor matematyki, specjalistka w zakresie analizy matematycznej, profesor Uniwersytetu Pittsburskiego.

## Życiorys
Marta Lewicka ukończyła w 1996 matematykę na Uniwersytecie Gdańskim, pisząc pracę magisterską pod kierunkiem Lecha Górniewicza oraz w 1998 informatykę na Politechnice Częstochowskiej (promotorem pracy licencjackiej był Henryk Piech). Doktorat uzyskała w 2000 w Międzynarodowej Szkole Studiów Zaawansowanych (International School for Advanced Studies, SISSA) w Trieście na podstawie dysertacji Topics in the Stability of Systems of Conservation Laws (promotor: Alberto Bressan).
W latach 2000–2002 odbywała staż podoktorski w Instytucie Maxa Plancka w Lipsku. Przez następne trzy lata wykładała na Uniwersytecie Chicagowskim. Od 2005 do 2011 była assistant professor (odpowiednik adiunkta) i associate professor (profesor nadzwyczajna) na Uniwersytecie Minnesoty. Od 2010 do 2011 równolegle pracowała na Uniwersytecie Rutgersa w stanie New Jersey. Od 2011 jest associate professor with tenure Uniwersytetu Pittsburskiego. 
Zajmuje się nieliniowymi równaniami różniczkowymi cząstkowymi, rachunkiem wariacyjnym, geometrią różniczkową, systemami praw  zachowania, równaniami dyfuzji, analizą nieliniową. 
W 2019 prezydent RP nadał jej tytuł naukowy profesora. Jest członkiem Polskiego Towarzystwa Matematycznego (PTM) i Polskiego Towarzystwa Kobiet w Matematyce (PTKM). W 2021 została uhonorowana tytułem Fellow of the AMS, Amerykańskiego Towarzystwa Matematycznego.  

## Publikacje książkowe
- Marta Lewicka: A Course on Tug-of-War Games with Random Noise. Introduction and Basic Constructions.. Springer International Publishing, 2000. ISBN 978-3030462086. Brak numerów stron w książce